# Atletismo nos Jogos Pan-Americanos de 1963 - Salto em altura feminino
A prova do salto em altura feminino nos Jogos Pan-Americanos de 1963 foi realizada em São Paulo, Brasil.

## Medalhistas
| Ouro                                  | Prata                    | Bronze                       |
| Eleanor Montgomery USA Estados Unidos | Dianne Gerace CAN Canadá | Patsy Callender BAR Barbados |

## Resultados
| Posição           | Nome                | Nacionalidade      | Marca | Notas |
| ----------------- | ------------------- | ------------------ | ----- | ----- |
| Medalha de ouro   | Eleanor Montgomery  | USA Estados Unidos | 1.68  |       |
| Medalha de prata  | Dianne Gerace       | CAN Canadá         | 1.65  |       |
| Medalha de bronze | Patsy Callender     | BAR Barbados       | 1.62  |       |
| 4                 | Maria Cipriano      | BRA Brasil         | 1.59  |       |
| 5                 | Aida dos Santos     | BRA Brasil         | 1.53  |       |
| 6                 | Estelle Baskerville | USA Estados Unidos | 1.53  |       |
| 7                 | Sandra Barr         | CAN Canadá         | 1.53  |       |
| 8                 | Hilda Fabré         | CUB Cuba           | 1.50  |       |